# Ulica Przy Zamczysku w Bydgoszczy
Ulica Przy Zamczysku w Bydgoszczy – ulica na terenie Starego Miasta w Bydgoszczy.

## Położenie
Ulica znajduje się we wschodniej części Starego Miasta. Rozciąga się w przybliżeniu na kierunku północ-południe, od ul. Grodzkiej do pl. Kościeleckich. Jej długość wynosi ok. 190 m.

## Historia
Ulica Przy Zamczysku została wytyczona w 1899 r. podczas prac związanych z uporządkowaniem i zagospodarowaniem dawnego wzgórza zamkowego.
W XI-XIV wieku w rejonie północnej części ulicy znajdowała się otoczona ziemno-kamienno-drewnianym wałem część administracyjna grodu bydgoskiego. Po jego zniszczeniu w 1330 r. przez Krzyżaków, król Kazimierz Wielki wzniósł w tym miejscu gotycki, murowany zamek, otoczony fosą. Odgrywał on istotną rolę obronną podczas wojen polsko-krzyżackich w XV wieku, lecz podczas potopu szwedzkiego został rozerwany minami. Od tego czasu aż do 1895 r. w rejonie tym znajdowały się ruiny zamku oraz nieużytki, częściowo wykorzystywane przez mieszczan na ogrody. Fosa zamkowa niepotrzebna już ze względów militarnych, w XVIII wieku została częściowo osuszona, a w XIX wieku stopniowo zniwelowana.
Rejon wschodnich obrzeży Starego Miasta pozostający dotychczas z boku ówczesnej działalności urbanistycznej miasta, został zagospodarowany w I dziesięcioleciu XX wieku. Po wschodniej stronie ulicy Przy Zamczysku powstał neogotycki kościół pw św. Krzyża, który do 1945 r. pełnił rolę miejskiej fary ewangelickiej. (od 1945 r. kościół jezuitów). Po stronie zachodniej wzniesiono miejską halę targową, a w latach 30. XX w. urządzono miejski dworzec autobusowy.
Ukształtowany na początku XX wieku charakter ulicy nie zmienił się w następnych dziesięcioleciach. W 2010 ulica została ujęta w Planie Rewitalizacji Bydgoszczy (modernizacja nawierzchni).
W 2017 roku podczas inwestycji komunalnej odkryto w osi jezdni ulicy Przy Zamczysku podporę południowo-zachodniego narożnika zamku bydgoskiego.

### Nazwy
Ulica w przekroju historycznym posiadała następujące nazwy:
- 1899–1920 – Wiesestraße
- 1920–1939 – Przy Zamczysku
- 1939–1945 – Schloßstraße
- od 1945 – Przy Zamczysku

Nazwa ulicy nawiązuje do nieistniejącego zamku bydgoskiego (1343–1895), którego lokalizacja pokrywa się częściowo z przebiegiem ulicy.